# Křížová cesta (Olešná)
Křížová cesta v Olešné na Rakovnicku se nachází v obci na hřbitově.

## Historie
Křížovou cestu tvoří čtrnáct výklenkových kapliček, které jsou umístěny v ohradní zdi hřbitova u kostela svatého Martina. Spolu s kostelem a zvonicí je chráněna jako nemovitá Kulturní památka České republiky.